# Limonia atrisoma
Limonia atrisoma là một loài ruồi trong họ Limoniidae. Chúng phân bố ở miền Cổ bắc.